# Vesgre
Pour les articles homonymes, voir Vesgre (homonymie).
La Vesgre [vɛɡʁ] est une petite rivière française, affluent droite de l'Eure et sous-affluent de la Seine, qui coule dans les départements des Yvelines et  d'Eure-et-Loir, en régions Île-de-France et Centre-Val de Loire.

## Hydronymie
Les formes les plus anciennes sont : Vegram en 1144, Volgriam 1164,, Veugram av. 1246, Vegram, Vesgram, 1348,, Vesgre 1355, Veigre 1595, Vegeria 1675.
La Vesgre a donné son nom aux deux communes de Condé-sur-Vesgre et Berchères-sur-Vesgre.
Cette rivière est homonyme de la Vègre, rivière de la Sarthe.

## Géographie
De 45 km de long, la Vesgre prend sa source dans la commune de Saint-Léger-en-Yvelines, juste au nord des Bréviaires dans la forêt de Rambouillet, immédiatement au sud des étangs de Hollande à 170 m d'altitude.
Son cours est d'abord orienté vers l'ouest, s'infléchit vers le nord-ouest à partir de Condé-sur-Vesgre, puis franchement vers le nord à partir de Boncourt, peu avant de se jeter dans l'Eure à La Chaussée-d'Ivry à 57 m d'altitude.
La longueur de son cours dans les Yvelines est de 23,1 km et de 22,9 km en Eure-et-Loir.

### Communes et cantons traversés
Dans les deux départements d'Eure-et-Loir et des Yvelines, la Vesgre traverse quinze communes, dont sept en Yvelines et huit en Eure-et-Loir.

#### Communes des Yvelines
Saint-Léger-en-Yvelines (source), Adainville, Condé-sur-Vesgre, Bourdonné, Gambais, Maulette, Houdan.

#### Communes d'Eure-et-Loir
Dans le sens amont vers aval : Goussainville, Saint-Lubin-de-la-Haye, Berchères-sur-Vesgre, Saint-Ouen-Marchefroy, Rouvres, Boncourt, Oulins, La Chaussée-d'Ivry (confluence).

La Vesgre, d'amont en aval
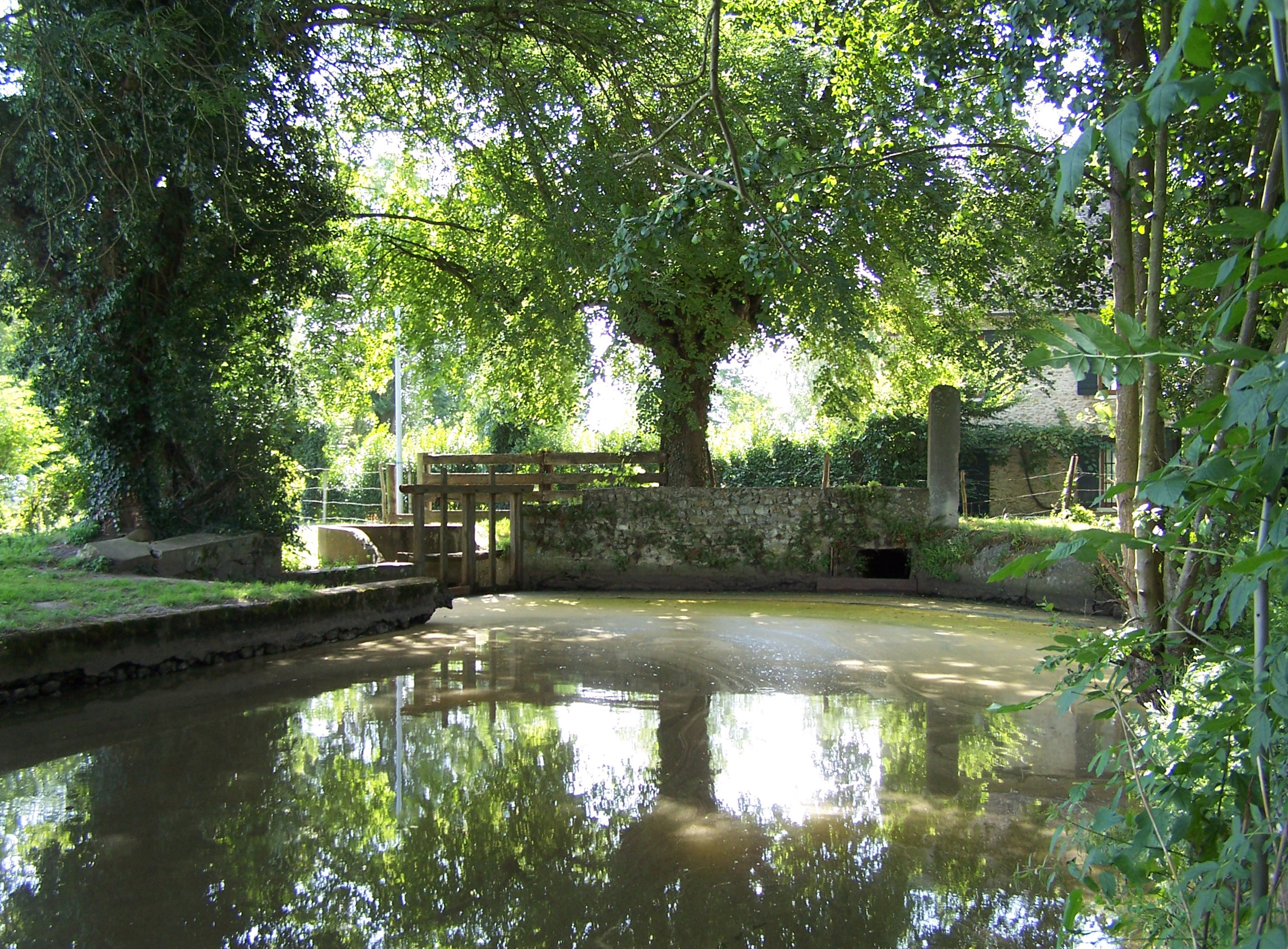
Maulette, Yvelines.
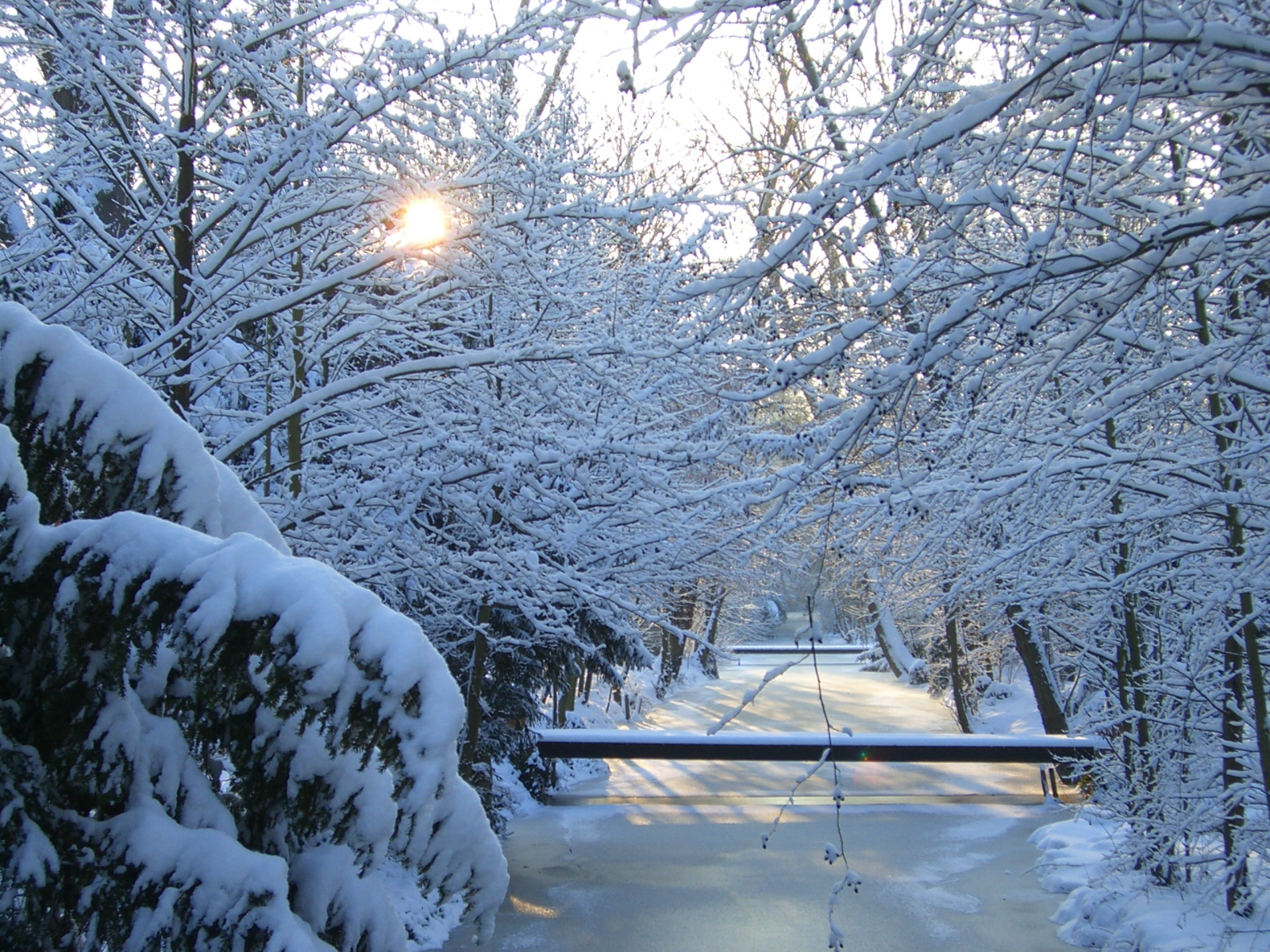
Berchères-sur-Vesgre, Eure-et-Loir.

#### Cantons traversés
La Vesgre prend source dans le canton de Rambouillet, traverse l'ancien canton de Houdan, conflue dans le canton d'Anet, le tout dans les arrondissements de Rambouillet, de Mantes-la-Jolie et de Dreux.

## Bassin versant
Les bassins versants voisins sont la Vaucouleurs au nord, le Lieutel à l'est, l'Yvette amont au sud-est, les Trois Rivières au sud, la Maltorne au sud-ouest, l'Eure à l'ouest.
En décembre 2000 et mars 2001, des inondations ont eu lieu sur le bassin versant de la Vesgre, causant des dommages dans plusieurs communes.

## Organismes gestionnaires
La vallée de la Vesgre de Berchères-sur-Vesgre à La Chaussée d'Ivry est gérée par le Syndicat du Bassin Versant des 4 Rivières (SBV4R) depuis 2018, à la suite de la fusion du Syndicat Intercommunal de la Basse-Vesgre (SIBV), du Syndicat Intercommunal du Cours Moyen de l'Eure (SICME), du Syndicat Intercommunal de la Rivière Eure 1ère section (SIRE 1) et du Syndicat Intercommunal de la Vallée de la Blaise (SIVB).
La partie amont est gérée par les EPCI compétents.

## Affluents
Ses principaux affluents sont :
- en rive droite :
  - le ruisseau des Ponts Quentin — renommé ensuite « ruisseau de l'Étang Neuf » puis « Grapelin » — (15 km), émissaire des étangs de Hollande qui rejoint la Vesgre dans la commune de Gambais, à l'ouest de celle-ci ;
  - le Sausseron (4,6 km), qui naît au lieu-dit Saulx-Richebourg, dans la commune de Richebourg, et rejoint la Vesgre à l'entrée de Houdan ;
- en rive gauche :
  - l'Opton (16 km), qui naît à La Hauteville à 170 m d'altitude, et conflue avec la Vesgre à la sortie de Houdan dans le parc de l'hôpital, à 90 m d'altitude, soit une pente moyenne de 4,7 ‰.